# أوستوني
أوستوني (بالإيطالية: Ostuni) هي بلدية في مقاطعة برينديزي في إقليم بوليا الإيطالي.

## السكان
في سنة 1861 بلغ عدد السكان 15٬701 نسمة، وتطور العدد ليصل في سنة 2011 لـ 31٬860 نسمة.
يظهر هذا المخطط البياني تطور النمو السكاني لـ أوستوني

## توأمة
لأوستوني اتفاقيات توأمة مع:
- ماسميخيلين